# 双螺旋奖章
双螺旋奖章是冷泉港實驗室（CSHL）颁发的生物学奖项。

## 得主
- 2006年：穆罕默德·阿里、Suzanne Wright、Bob Wright、菲利普·夏普
- 2007年：大衛·咸美頓·科赫、Michael Wigler、理查德·阿克塞尔
- 2008年：雪莉·兰辛、玛丽莲和詹姆斯·西蒙斯、詹姆斯·杜威·沃森、克萊格·凡特
- 2009年：赫伯特·博耶、斯坦利·诺曼·科恩、Kathryn Wasserman Davis、莫里斯·格林伯格
- 2010年：瑪莉-克萊爾·金、Evelyn Lauder、约翰·福布斯·纳什
- 2011年：卡里姆·阿卜杜勒-贾巴尔、天寶·葛蘭汀、哈羅德·瓦慕斯
- 2012年：迈克尔·J·福克斯、阿瑟·莱文森、Mary D. Lindsay
- 2013年：Peter Neufeld、Robin Roberts、Barry C. Scheck
- 2014年：Andrew Solomon、馬修·梅瑟生、玛洛·托马斯
- 2015年：戴维·博特斯坦、凱蒂·庫瑞克、安妮·沃西基
- 2016年：亞倫·艾達、P. Roy Vagelos
- 2017年：湯姆·布羅考、Charles Dolan
- 2018年：Larry Norton、普莉希拉·陳和马克·扎克伯格
- 2019年：Boomer Esiason、南希·S·威克斯勒
- 2021年：Len Schleifer、George Yancopoulos、瑞吉·傑克森
- 2022年：艾伯乐、珍妮弗·道德纳